# Diecezja Papantla
Diecezja Papantla (łac. Dioecesis Papantlensis) – diecezja Kościoła rzymskokatolickiego w Meksyku, sufragania archidiecezji Jalapa.

## Historia
24 listopada 1922 roku papież Pius XI konstytucją apostolską Orbis catholici erygował diecezję Papantla. Dotychczas wierni z tych terenów należeli do archidiecezji Jalapa i diecezji Tampico.
9 czerwca 1962 roku diecezja utraciła część swego terytorium na rzecz nowo powstającej diecezji Tuxpan.

## Ordynariusze
- Nicolás Corona y Corona (1922 – 1950)
- Luis Cabrera Cruz (1950 – 1958)
- Alfonso Sánchez Tinoco (1959 – 1970)
- Sergio Obeso Rivera (1971 – 1974)
- Genaro Alamilla Arteaga (1974 – 1980)
- Lorenzo Cárdenas Aregullín (1980 – 2012)
- Jorge Carlos Patrón Wong (2012 – 2013)
- José Trinidad Zapata Ortiz (od 2014)